# نادي الرضوان
نادي الرضوان الرياضي هو نادي رياضي فلسطيني في غزة يلعب في دوري قطاع غزة الدرجة الثانية.

## روابط خارجية
- صفحة النادي على موقع فيسبوك